# .as
.as là tên miền Internet quốc gia (ccTLD) dành cho quần đảo Samoa thuộc Mỹ. Nó được quản lý bởi AS Domain Registry.